# Daniel Vorländer
Daniel Vorländer (Eupen, 11 giugno 1867 – Halle, 8 giugno 1941) è stato un chimico prussiano che sintetizzò la maggior parte dei cristalli liquidi noti fino al suo ritiro nel 1935.
Nato a Eupen, nell'allora Regno di Prussia, studiò chimica a Kiel, Monaco di Baviera e Berlino, diventando poi docente presso l'Università di Halle-Wittenberg.
Vorländer applicò la sua conoscenza della struttura molecolare per selezionare quelle che presentano lo stato liquido cristallino. In particolare, risultò particolarmente favorevole una geometria molecolare lineare. Nel corso degli anni Vorländer e i suoi studenti sintetizzarono centinaia di composti cristallini liquidi.
Vorländer prestò servizio come volontario durante la prima guerra mondiale, durante la quale ricevette la Croce di Ferro. Fu anche insignito della Croce al merito militare di III classe e della Medaglia Cothenius per i suoi meriti scientifici.